# كليمون جونسون
كليمون جونسون (بالإنجليزية: Clemon Johnson)‏ مواليد 12 سبتمبر 1956 في مونتيسيلو، هو لاعب كرة سلة محترف أمريكي سابق تحول إلى التدريب بعد الاعتزال بدأ مسيرته الاحترافية في سنة 1978 حيث تم اختياره من قبل فريق بورتلاند ترايل بلايزرز خلال الدرافت، وحمل الرقم 44 و45. يبلغ طوله 6 قدم 10 بوصة (2.1 م). اعتزل اللعب في 1993. فاز كلاعب بلقب الرابطة الوطنية لكرة السلة مع فيلادلفيا سفنتي سيكسرز.

## فرق لعب لها
- بورتلاند ترايل بلايزرز
- إنديانا بايسرز
- فيلادلفيا سفنتي سيكسرز
- سياتل سوبرسونيكس
- فيرتوس بالاكانسترو بولونيا

## روابط خارجية
- كليمون جونسون على موقع إن بي أي (الإنجليزية)
- كليمون جونسون على موقع سبورتس رفرنس (الإنجليزية)
- كليمون جونسون على موقع ريلجم (الإنجليزية)
- كليمون جونسون على موقع بروبوليرز (الإنجليزية)
- كليمون جونسون على موقع كلية كرة السلة في سبورتس رفرنس.كوم (الإنجليزية)